# Tractat de Chambord

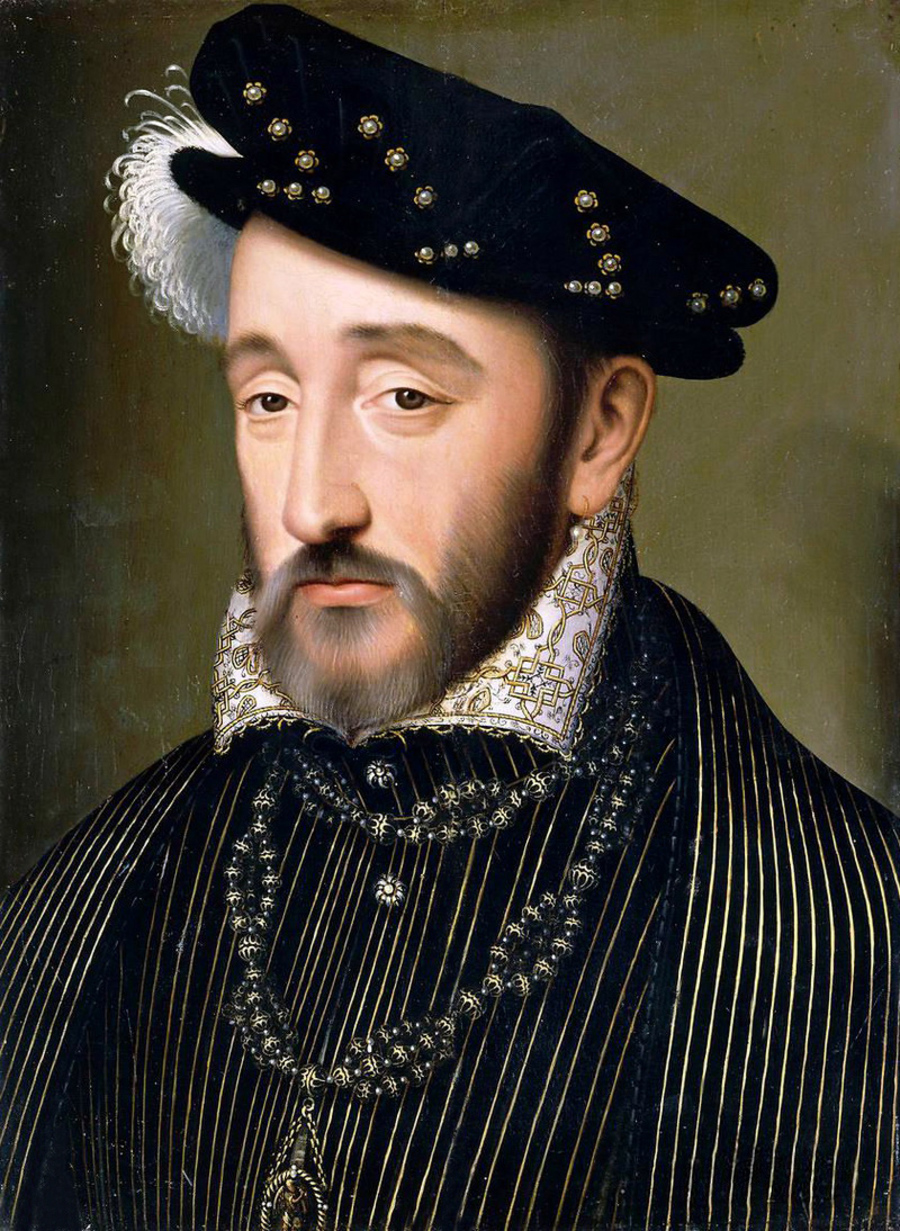
Enric II de França.

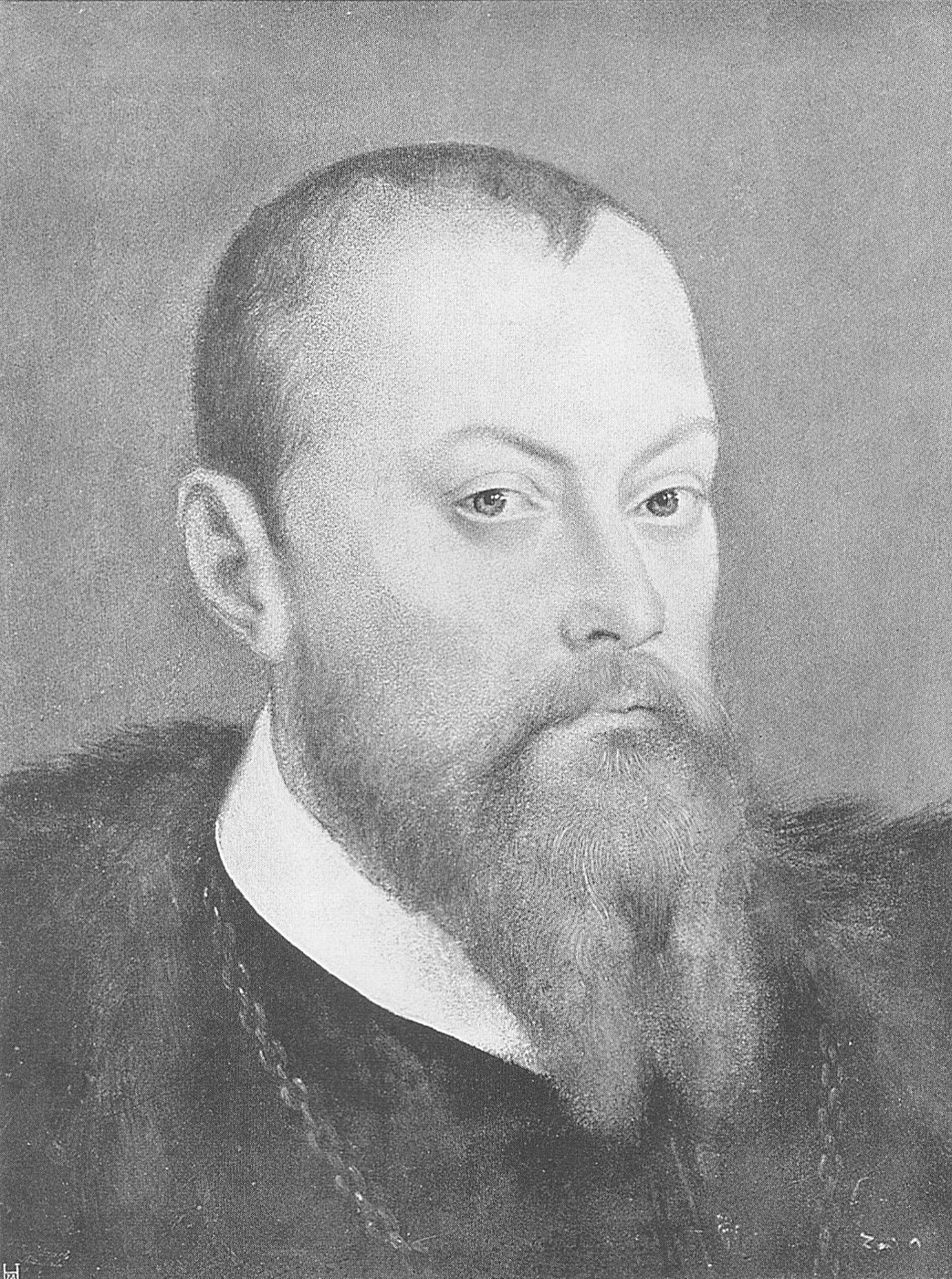
Maurici de Saxònia.

El Tractat de Chambord va ser un tractat signat entre el monarca francès Enric II i els prínceps alemanys, representats per Maurici de Saxònia, el 15 de gener de 1552.
Es tracta de la ratificació per part el rei d'un pacte secret acordat entre el regne de França i els estats protestants del Sacre Imperi Romanogermànic de 5 d'octubre de 1551. Els prínceps alemanys van obtenir de França la promesa d'ajuda econòmica i el compromís de restablir les llibertats germàniques, a canvi, França podia prendre les places de Metz, Toul i Verdún i tres bisbats de Lorena. França va prendre aquelles places estant així propera a les fronteres del Rin.
L'objectiu del tractat és crear un front comú contra l'Emperador Carles V. Els prínceps alemanys buscaven la independència i França tractar de contrarestar el poder hispànic.
Les clàusules d'aquest tractat semblen constituir un dels motius de la Guerra d'Itàlia (1552-1559) entre Enric II i Carles V.